# Tetrafobia
|                            | 四 cuatro | 死 muerte |
| -------------------------- | --------- | --------- |
| Mandarín                   | sì sɿ˥˩   | sǐ sɿ˨˩˦  |
| Cantonés                   | sei3      | sei2      |
| Wu (Shanghainés)           | sy2       | sy2,shi2  |
| Hakka                      | si        | si        |
| Min Nan (Hokkien taiwanés) | sì,sù     | sí,sú     |
| Vietnamita                 | tứ        | tử        |
| Japonés                    | shi       | shi       |
| Coreano                    | sa        | sa        |

La tetrafobia es una aversión o miedo al número cuatro. Es una superstición muy común en el este asiático, especialmente en países como China, Japón, Corea del Sur, Corea del Norte, Vietnam y Taiwán como así también en el sudeste asiático.
Probablemente dicha aversión se origina en el hecho que la palabra china que se usa para el cuatro (四, pinyin: sì), suena muy parecido a la palabra que se utiliza para muerte (死, pinyin: sǐ). La palabra sino-japonesa (四, shi), sino-coreana (사, sa) y sino-vietnamita (tứ) para cuatro suenan idénticas a la palabra muerte dicha en sendas lenguas. Por este motivo, en japonés es generalmente preferible utilizar la lectura nativa yon para el cuatro.
Se debe tener un cuidado especial para evitar la aparición o el recordatorio del número cuatro durante los días festivos, o cuando un miembro de la familia esta enfermo, especialmente en la cultura china. Lo mismo pasa con el 14, 24, etc; también son evitados por la presencia del número cuatro en esos números, en estos países los números generalmente se saltean en los edificios, desde hoteles y oficinas hasta departamentos, como también en los hospitales; en las bodas o eventos similares, a las mesas 4, 14, 24, etc. se las deja a menudo a un lado. En muchos complejos residenciales los números 4, 14, 24, etc. son reemplazados por 3a, 13a, 23a, etc. En Taiwán, la tetrafobia es tan común que no hay "4" o "x4" en direcciones, patentes de automóviles, y casi cualquier cosa relacionada con los números.

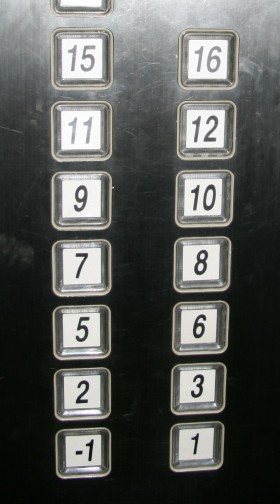
Botones de un ascensor en un complejo residencial de Shanghái que muestra que faltan las plantas 4, 13 y 14.

Los chinos también demuestran esto en las designaciones de nombres para aviones militares que siempre empiezan con el número cinco, como en el caza «Shenyang J5». En ciudades donde la cultura del este y la del oeste se mezclan, como Hong Kong y Singapur, es posible que en algunos edificios tanto el piso trece como el catorce no existan, como así también todos los demás con cuatro. Por ejemplo, en Hong Kong algunos edificios como Vision City y The Arch no tienen ningunos pisos numerados de 40 a 49.
En Corea, la tetrafobia es menos extrema, pero el piso cuatro se salta en hospitales y otros edificios públicos similares. En otros edificios, el cuarto piso generalmente se marca con la letra "F" (four - cuatro) en lugar del cuatro en los ascensores. Los departamentos que contienen el número cuatro varias veces (como el 404) generalmente son evitados a un extremo que hace desvalorizar la propiedad.